# Hoplocryptus femoralis
Hoplocryptus femoralis là một loài tò vò trong họ Ichneumonidae.